# Kladníky
Kladníky jsou obec v okrese Přerov v Olomouckém kraji. Žije zde 152 obyvatel.

## Název
Na vesnici bylo přeneseno původní pojmenování jejích obyvatel kladníci - "lidé rubající klády".

## Historie
První písemná zmínka o obci pochází z roku 1358. K roku 1372 je zaznamenána podoba názvu Kladnik.

## Obyvatelstvo
| Rok            | 1869 | 1880 | 1890 | 1900 | 1910 | 1921 | 1930 | 1950 | 1961 | 1970 | 1980 | 1991 | 2001 | 2011 | 2021 |
| -------------- | ---- | ---- | ---- | ---- | ---- | ---- | ---- | ---- | ---- | ---- | ---- | ---- | ---- | ---- | ---- |
| Počet obyvatel | 228  | 225  | 210  | 251  | 256  | 259  | 254  | 216  | 237  | 198  | 172  | 147  | 135  | 149  | 135  |
| Počet domů     | 38   | 38   | 38   | 40   | 39   | 39   | 41   | 45   | 45   | 47   | 44   | 46   | 49   | 55   | 62   |

## Obecní správa
Mezi lety 1869–1983 Kladníky byly obcí v okrese Holešov (1869), posléze v okrese Hranice (1880–1950) a později v okrese Přerov. Od 1. července 1983 do 23. listopadu 1990 patřily jako část obce k Soběchlebům a od 24. listopadu 1990 jsou opět samostatnou obcí.

### Obecní symboly
Znak a vlajka byly obci uděleny rozhodnutím předsedy Poslanecké sněmovny Parlamentu České republiky dne 13. listopadu 2002.

## Galerie

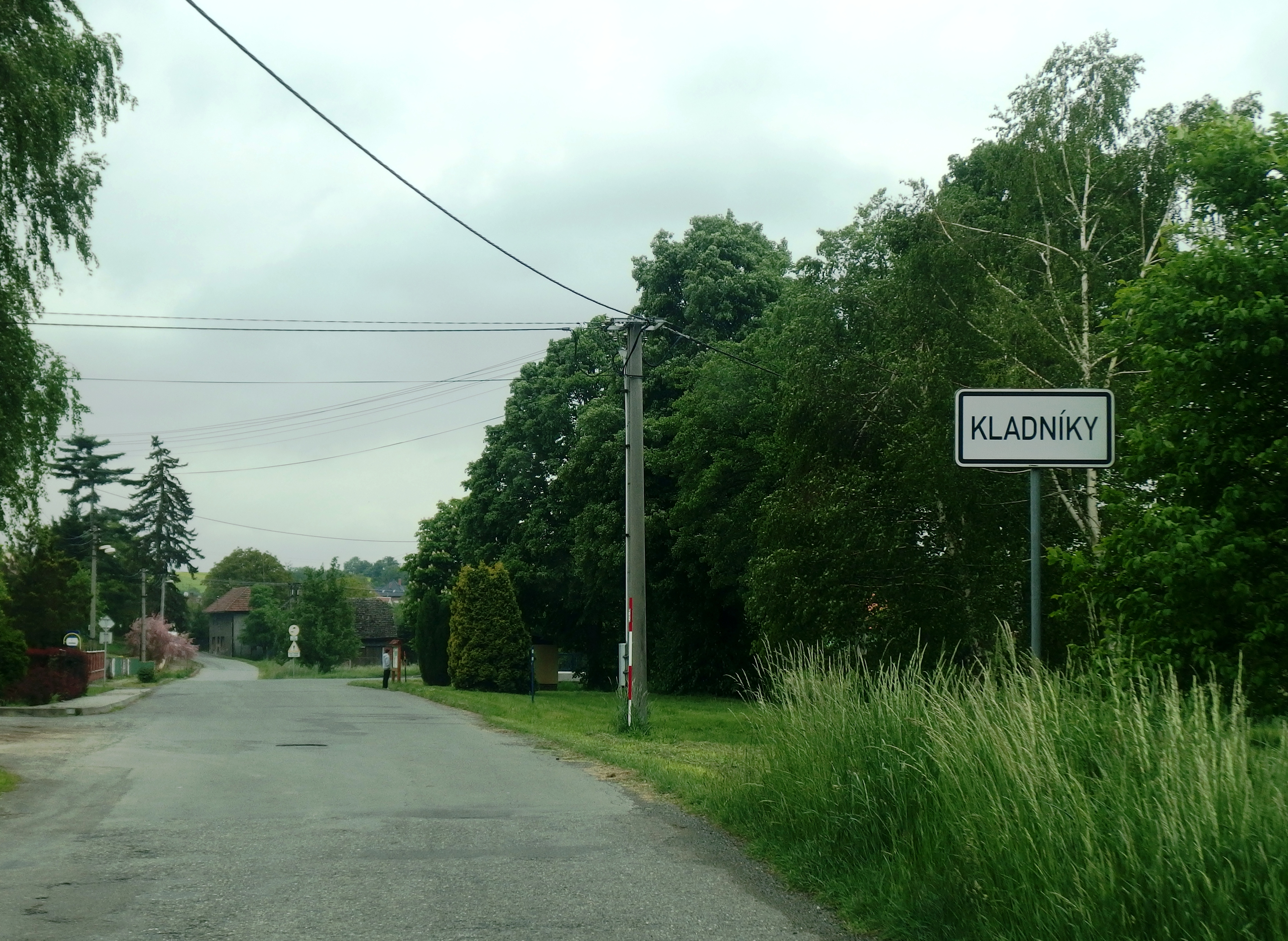
Začátek obce
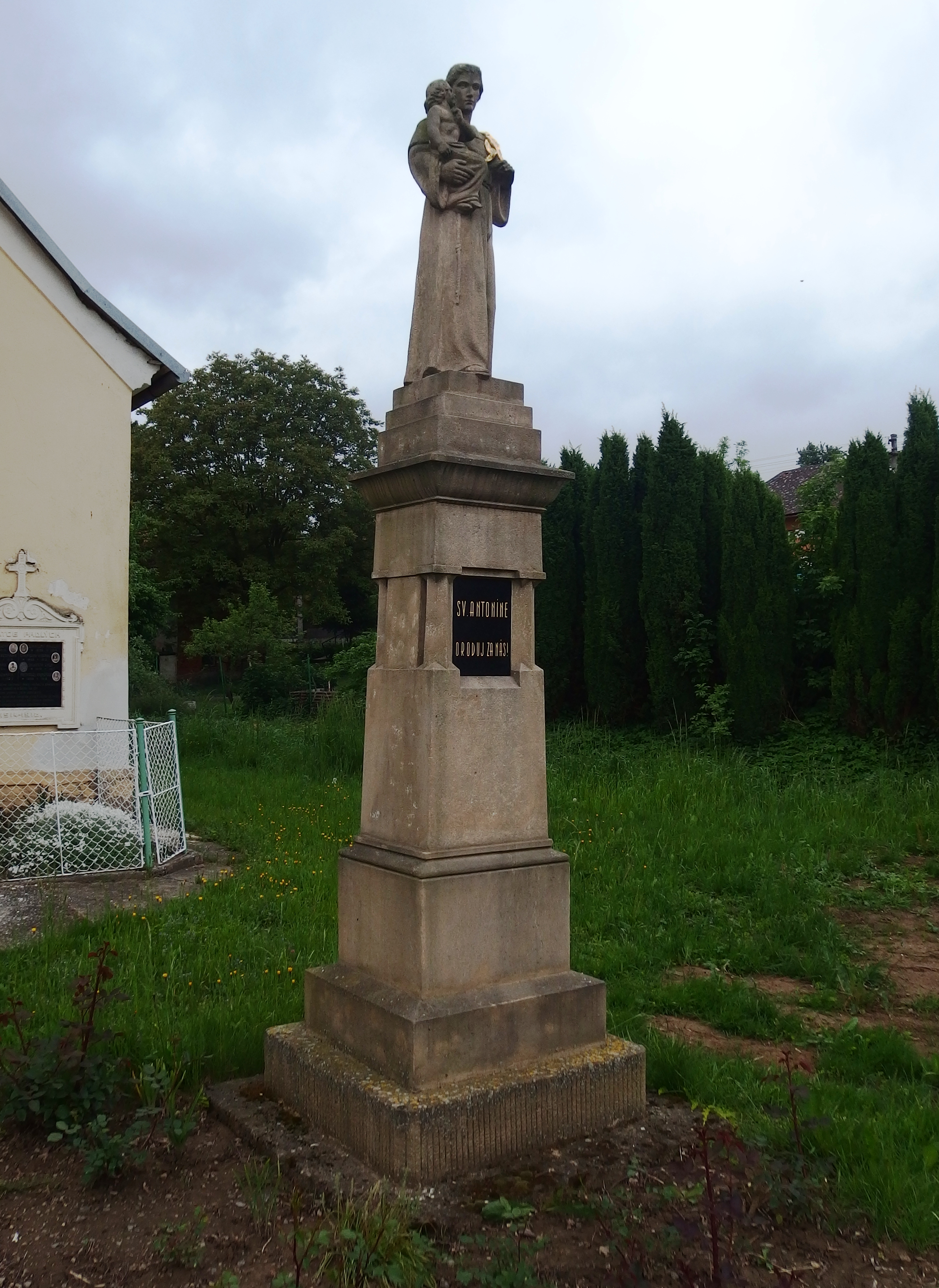
Svatý Antonín
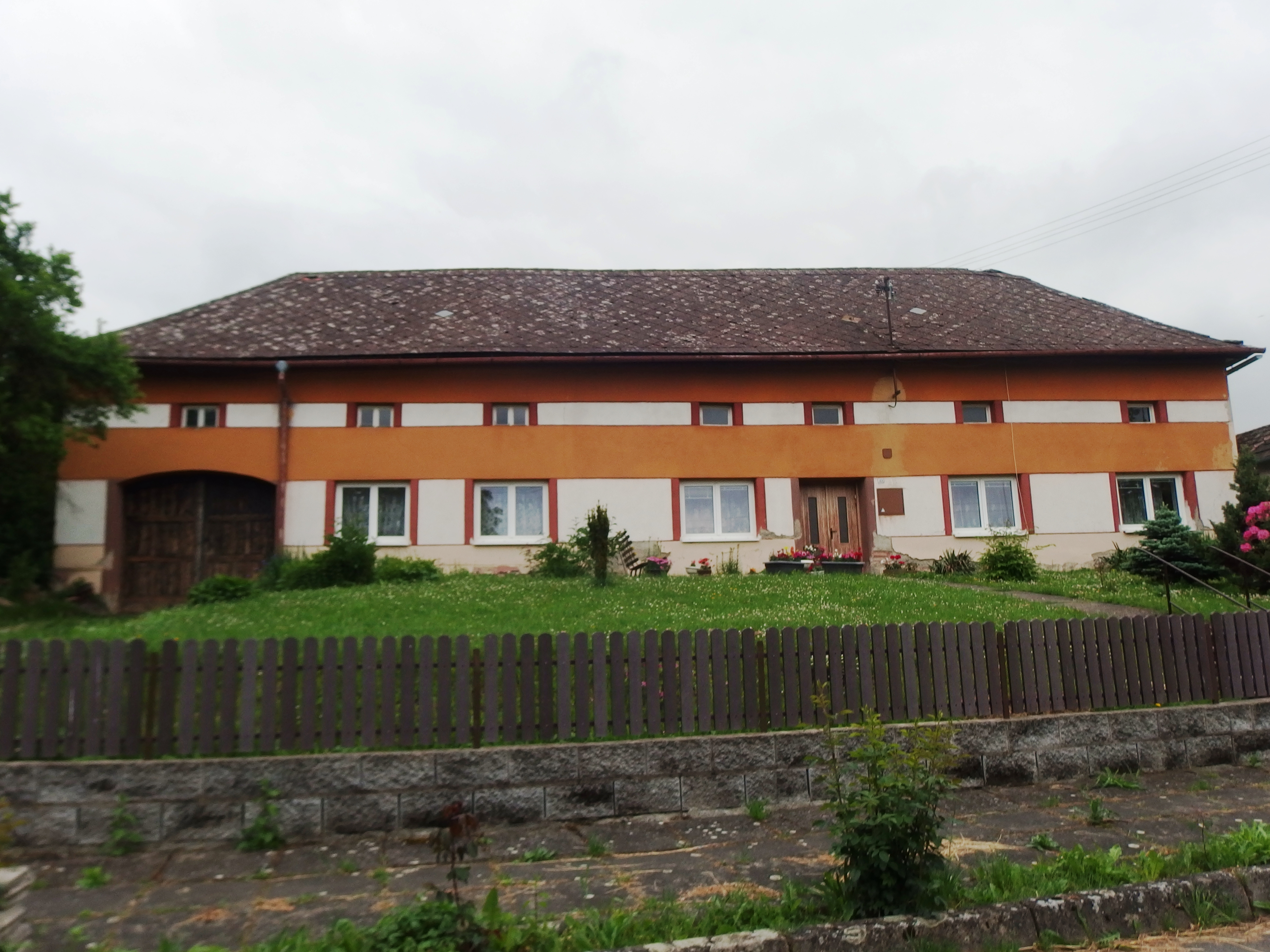
Stavení čp.26
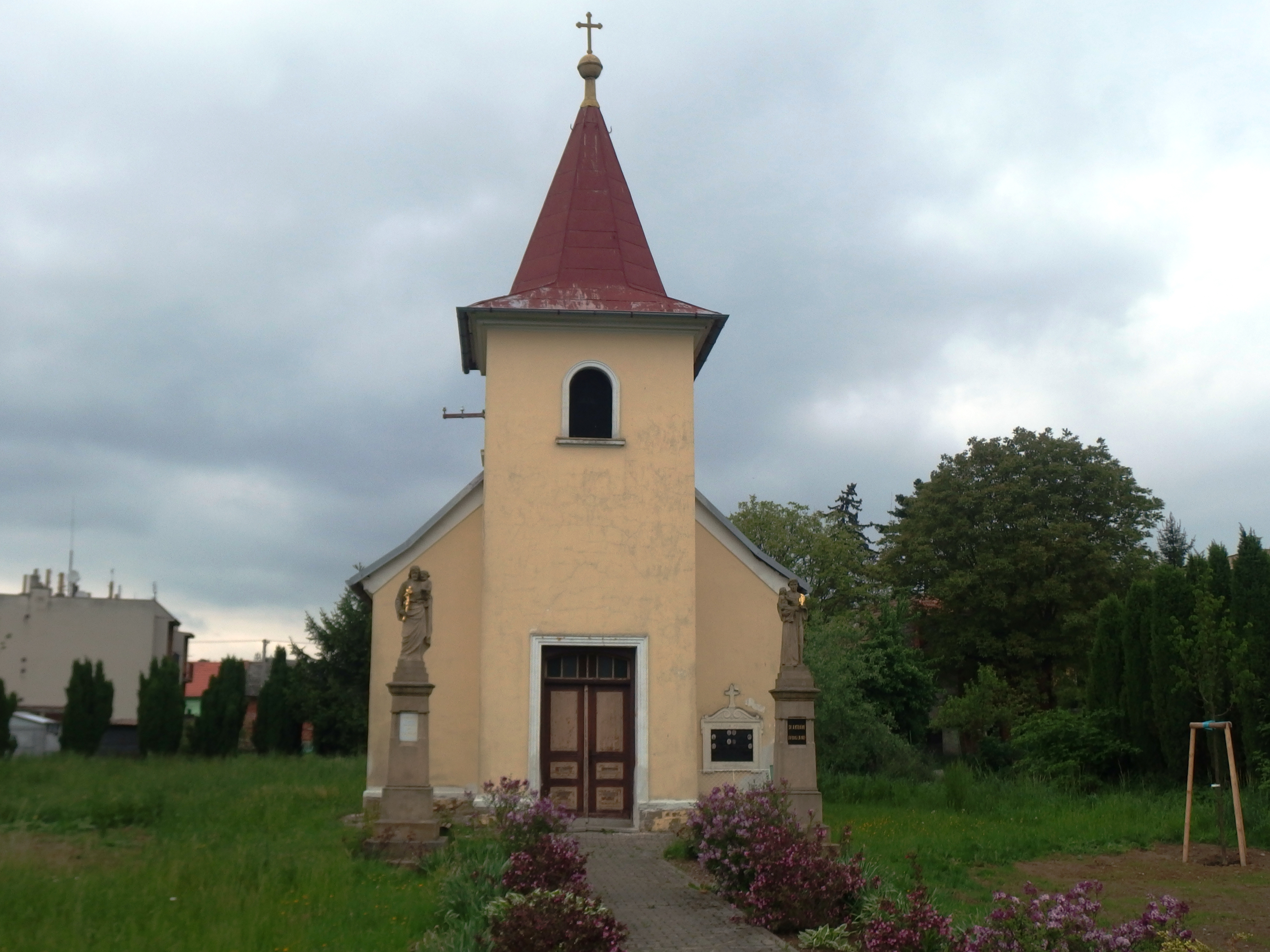
Kaple
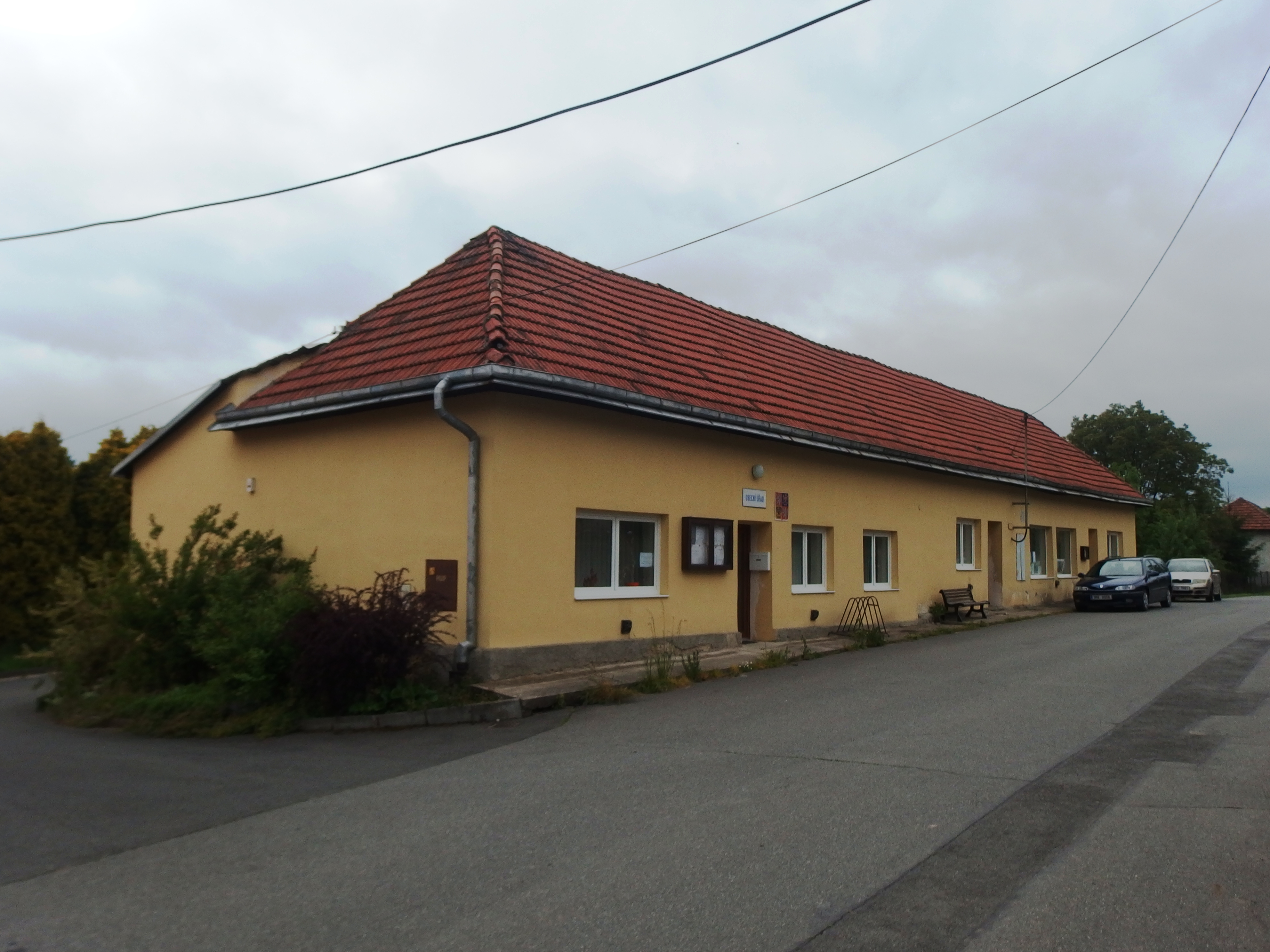
Obecní úřad
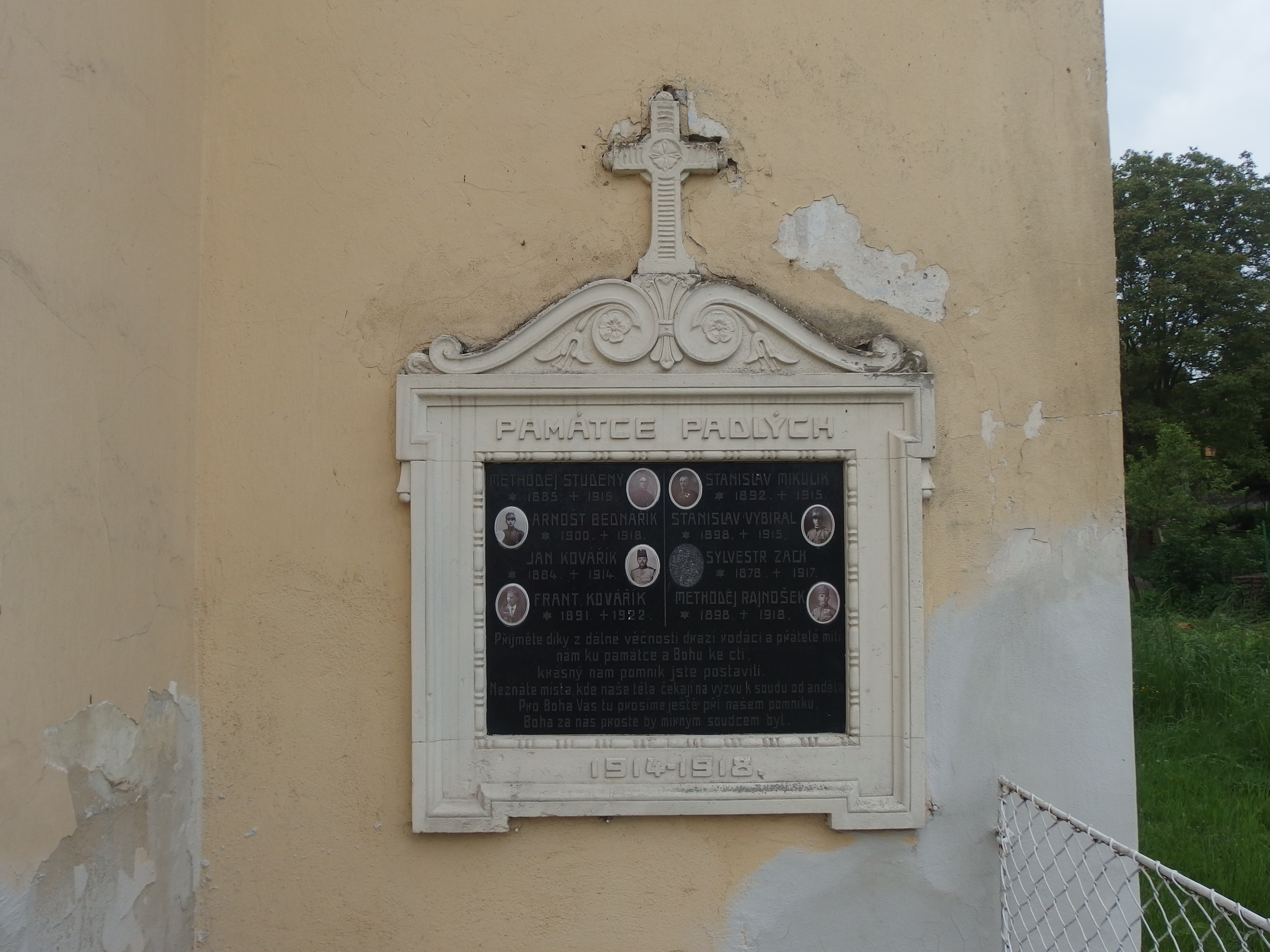
Pomník
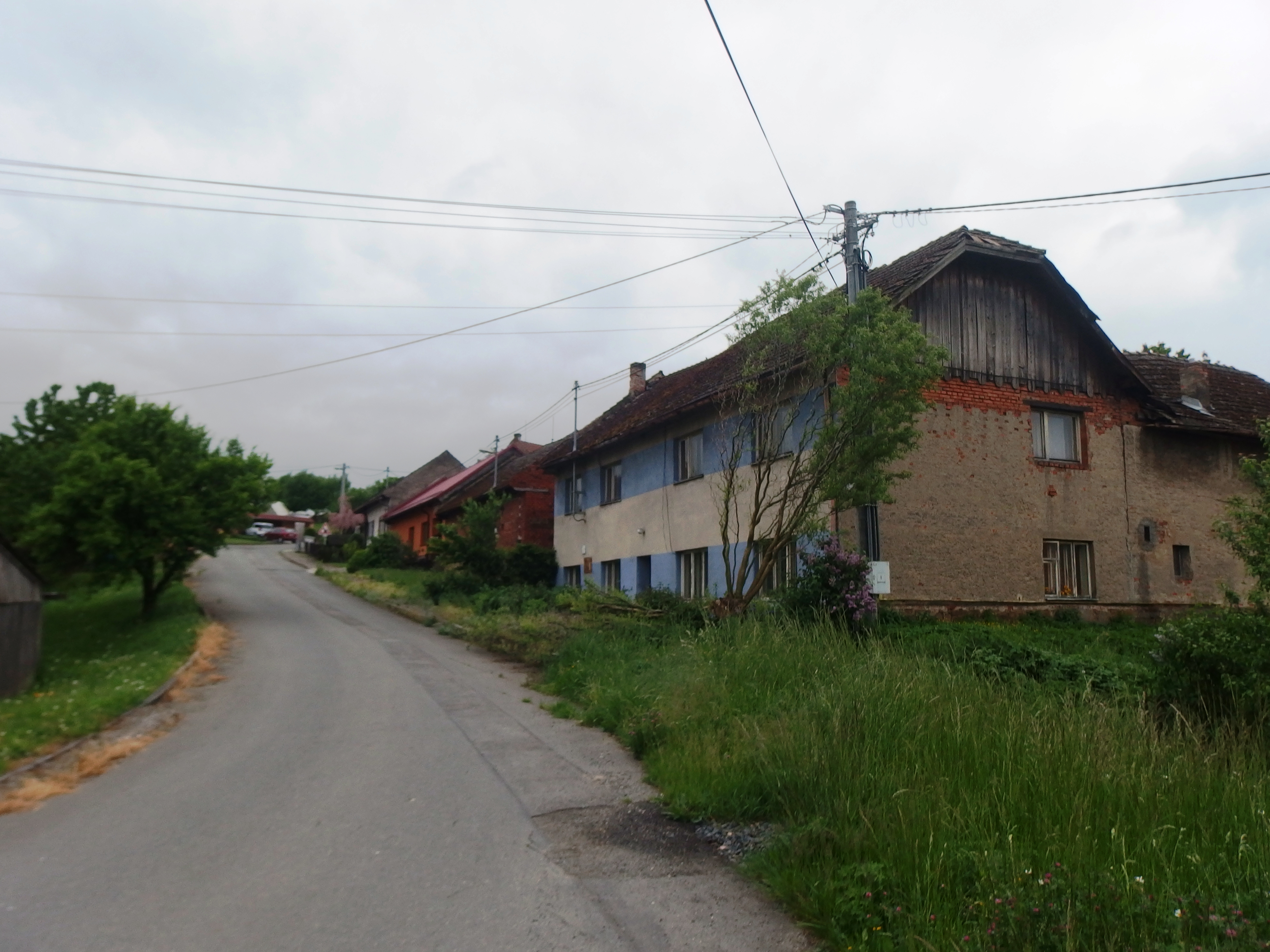
Stavení čp.40
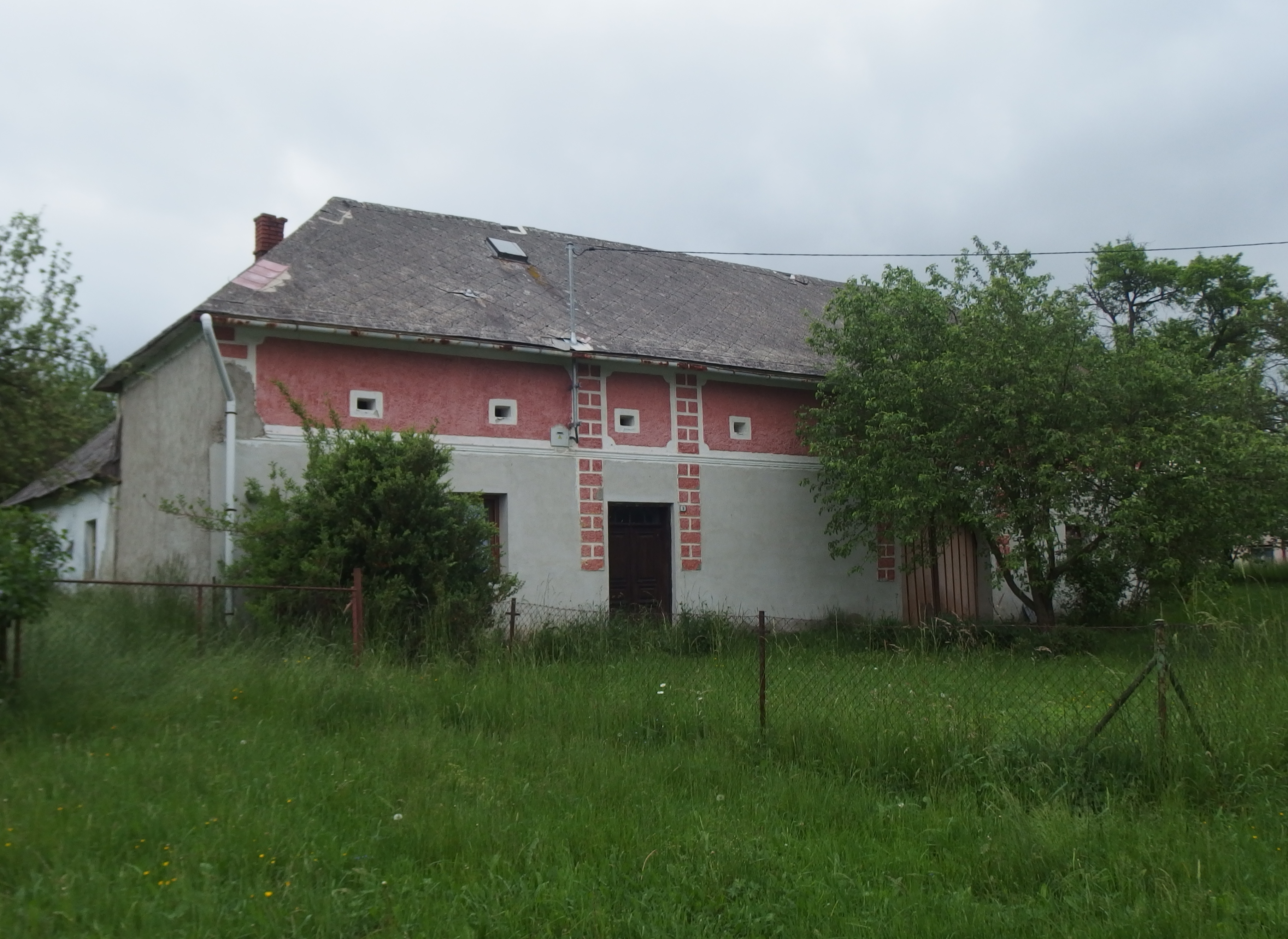
Stavení čp.9